# Puente de Barbiezos
El Puente de Barbiezos (en inglés: Berbice Bridge) es un puente de pontones sobre el río Berbice cerca de Nueva Ámsterdam, en el país sudamericano de Guyana. El puente está suspendido y se inauguró el 23 de diciembre de 2008. Con la terminación del puente Berbice, y la terminación temprana del puente Coppename en Surinam en 1999, el río Courantyne es el único río entre la capital guyanesa de Georgetown y la capital de Surinam, Paramaribo, que aún quedaba sin un puente. Esto cambiaría en el futuro próximo, con planes para un puente sobre el Courantyne cerca de Zuiddrain que se espera para los próximos años.